# Bakonypéterd
Bakonypéterd è un comune di 299 abitanti situato nella contea di Győr-Moson-Sopron, nell'Ungheria nordoccidentale.